# Meister des Halepagener Altars

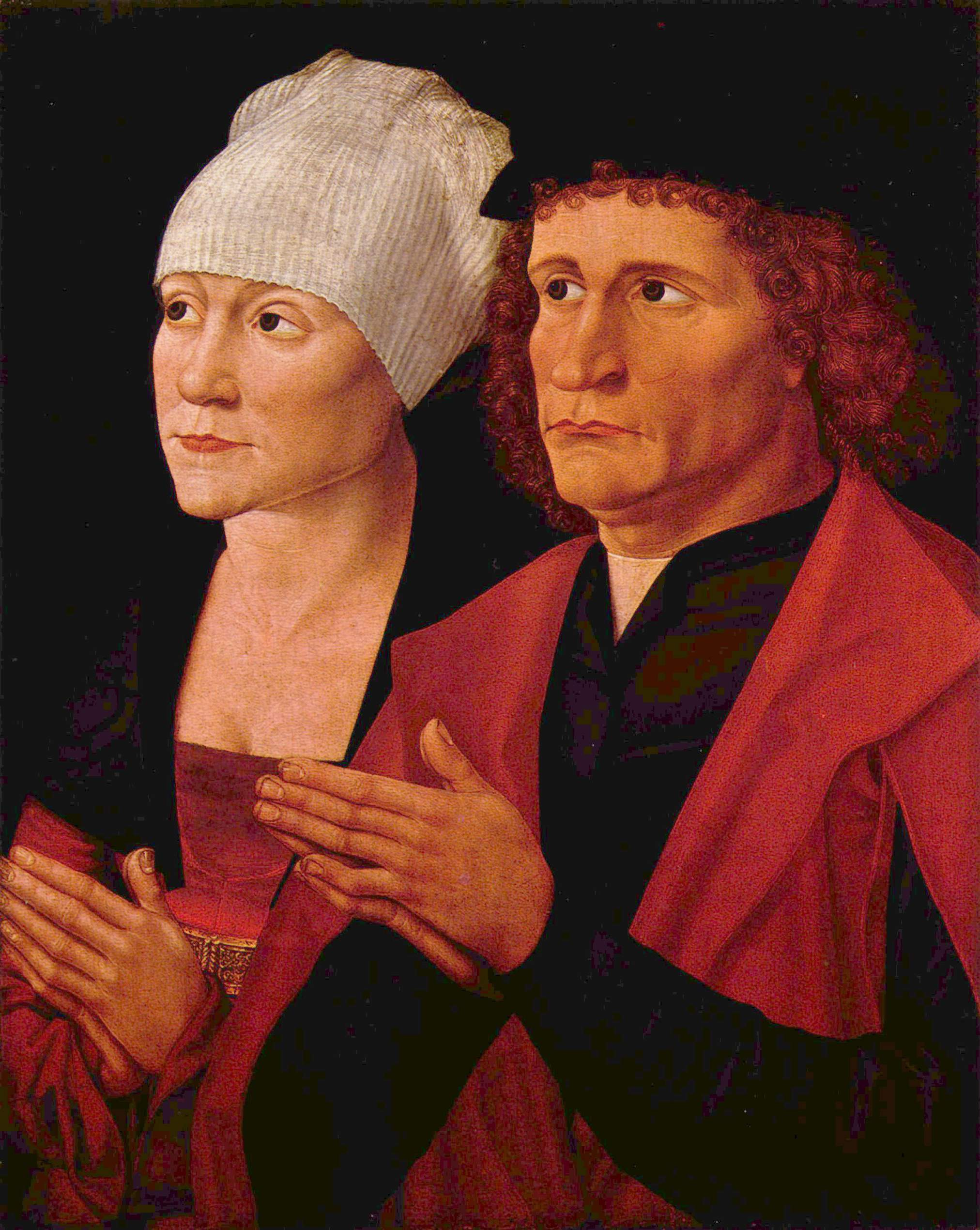
Meister des Halepagen-Altars: Doppelporträt eines betenden Ehepaares. Um 1500. Sammlung Ludwig Roselius

Als Meister des Halepagen-Altars wird ein norddeutscher Maler des ausgehenden Mittelalters bezeichnet. Der namentlich nicht sicher bekannte Künstler hat um 1500 einen Altar gemalt, der heute nach dem auf den Altarbild abgebildeten Buxtehuder Benediktiner Gerhard Halepaghe benannt ist. Der Altar für die St.-Petri-Kirche in Buxtehude gilt als eines der Hauptwerke norddeutscher Tafelmalerei am Ausgang des Mittelalters und ist in dieser Kirche noch zu sehen.

## Identifizierung
Wahrscheinlich ist der mit dem Notnamen Meister des Halepagen-Altars bezeichnete Künstler identisch mit Wilm Dedeke, von 1500 bis 1520 Meister des Maleramtes (norddt. für Zunft) in Hamburg. Auch der Umkreis von Henning von der Heyde soll als Schöpfer des Werkes in Frage kommen.

## Auftraggeber und Stifterbild auf dem Halepagen-Altar
Auftraggeber und Stifter des Halepagen-Altars war der Hamburger Bürgermeister Hermann Langenbeck, der wohl 1510 seinen Vormund Gerhard Halepaghe (oder Halephagen) zu Füßen des Apostels Paulus auf dem linken Altarflügel darstellen ließ. Der auf dem rechten Flügel dargestellte Hl. Hieronymus soll die Gesichtszüge von Langenbeck tragen. Die Haupttafel und die vier kleineren Bilder auf den Flügeln zeigen die Leidensstationen Christi.
Neben der Vorstellung zur himmlischen Vermittlung von Seelenheil durch Heilige in der Frömmigkeit der Zeit unmittelbar vor der Reformation zeigen diese Abbildungen aber auch ein bürgerliches „profanes Repräsentationsbedürfnis“.

## Weitere Werke
Wegen der Identifizierung des Meisters mit Wilm Dedeke werden stilistisch mit dem Halepagen-Altar vergleichbare Werke in der Regel diesem zugeschrieben und unter dessen Namen geführt.